# 帕内拉斯
帕内拉斯是巴西伯南布哥州的一个市镇。总面积372平方公里，总人口25006人，人口密度67.2人/平方公里。